# ザ・レモン・ツイッグス
ザ・レモン・ツイッグス （The Lemon Twigs）は、ブライアン、マイケルのダダリオ兄弟を中心としたアメリカ合衆国のロックバンド。ニューヨーク州ロングアイランドヒックスビル出身。
2015年にイギリスのインディーズ・レーベル4ADと契約し、2016年10月、フォクシジェンのジョナサン・ラドープロデュースによるデビュー・アルバム『ドゥ・ハリウッド』をリリース。2024年5月3日に5枚目のアルバム『ア・ドリーム・イズ・オール・ウィ・ノウ』をCaptured Tracksよりリリース。

## メンバー
- ブライアン・ダダリオ（Brian D’Addario） – ギター、ボーカル、 キーボード、ホーン、ストリングス
- マイケル・ダダリオ（Michael D’Addario） – ギター、ボーカル、ドラムス、 キーボード

### ツアーメンバー
- ダニー・アヤラ（Danny Ayala） – キーボード、 ベース、ギター（2014年 - 2017年、2023年 - ）
- レザ・マティン（Reza Matin） – ギター、ドラムス（2023年 - ）

### 元ツアーメンバー
- ダリル・ジョンズ（Daryl Johns） – ベース、 ボーカル（2018年 - 2021年）
- トマソ・タドニオ（Tommaso Taddonio） – キーボード（2018年 - 2019年）
- アンドレス・バルブエナ（Andres Valbuena） – ドラムス（2018年 - 2021年）
- ミーガン・ツィエンコフスキー（Megan Zeankowski） – ベース（2014年 - 2017年）
- ジェームズ・リチャードソン（James Richardson） – ベース、ボーカル（2021年 - 2022年）[10]
- ウィル・バーマン（Will Berman） – ドラムス、ギター、キーボード（2022年）[11]

## ディスコグラフィ

### スタジオ・アルバム
- 『ホワット・ウィ・ノウ』 – What We Know (2015年、カセットテープ)
- 『ドゥ・ハリウッド』 – Do Hollywood (2016年)
- 『ゴー・トゥ・スクール』 – Go to School (2018年)
- 『ソングス・フォー・ザ・ジェネラル・パブリック』 – Songs for the General Public (2020年)
- 『エヴリシング・ハーモニー』 – Everything Harmony (2023年)
- 『ア・ドリーム・イズ・オール・ウィ・ノウ』 – A Dream Is All We Know (2024年)

### EP
- 『ブラザーズ・オブ・ディストラクション』 – Brothers of Destruction (2017年)

### シングル
- 「ディーズ・ワーズ」 / 「アズ・ロング・アズ・ウィ・アー・トゥゲザー」 – These Words / As Long As We're Together (2016年)
- 「アイ・ワナ・プルーヴ・トゥ・ユー」 – I Wanna Prove to You (2017)
- 「ナイト・ソング」 – Night Song (2017)
- 「ワイ・ディドゥント・ユー・セイ・ザット」 – Why Didn't You Say That? (2017)
- 「フーリン・アラウンド / テイラー・メイド」 – Foolin' Around / Tailor Made (2018年)
- 「イフ・ユー・ギヴ・イナフ」 – If You Give Enough (2018)
- 「スモール・ビクトリーズ」 – Small Victories (2018年)
- 「ザ・ファイア」 – The Fire (2018)
- 「ザ・ワン」 – The One (2020年)
- 「ムーン」 – Moon (2020年)
- 「コーナー・オブ・マイ・アイ」 – Corner Of My Eye (2023年)
- 「エニー・タイム・オブ・デイ」 – Any Time Of Day (2023年)
- 「イン・マイ・ヘッド」 – In My Head (2023年)
- 「エヴリデイ・イズ・ザ・ワースト・デイ・オブ・マイ・ライフ」 – Every Day Is The Worst Day Of My Life (2023年)
- 「マイ・ゴールデン・イヤーズ」 – My Golden Years (2024年)
- 「ゼイ・ドント・ノウ・ハウ・トゥ・フォール・イン・プレイス」 – They Don't Know How To Fall In Place (2024年)
- 「ア・ドリーム・イズ・オール・アイ・ノウ」 – A Dream Is All I Know (2024年)
- 「ハウ・キャン・アイ・ラブ・ハー・モア」 – How Can I Love Her More?  (2024年)

### ライブアルバム
- 『ザ・レモン・ツイッグス・ライブ』– THE LEMON TWIGS LIVE (2020年)

## 日本公演
- 2017年
2月25日,26日 STUDIO COAST、7月29日 フジロックフェスティバル
- 2018年
11月27日 梅田バナナホール、11月28日 名古屋CLUB QUATTRO 、11月29日 Shibuya O-EAST
- 2019年
8月17日 SUMMER SONIC
- 2025年
1月5日 rockin’on sonic、1月6日 渋谷duo MUSIC EXCHANGE、1月7日 梅田CLUB QUATTRO